# Georg-Henning von Bassewitz-Behr

Fana för Nationalsozialistische Kraftfahrkorps (NSKK).

Georg-Henning Ernst Adolf von Bassewitz-Behr, född 21 mars 1900 i Lützow, Mecklenburg-Schwerin, Tyskland, död 31 januari 1949 i Magadan, Sovjetunionen, var en tysk greve och SS-Gruppenführer och generallöjtnant inom Waffen-SS och polisen.
von Bassewitz-Behr innehade flera höga ämbeten inom SS och ordningspolisen. Från 1943 till 1945 var han Högre SS- och polischef i området Nordsee ("Nordsjön") med säte i Hamburg. I denna egenskap var han ansvarig för avrättningar av utländska tvångsarbetare och krigsfångar i området. Han var även ansvarig för de brott mot mänskligheten som begicks i samband med evakueringen av koncentrationsläger. von Bassewitz-Behr dog 1949 i sovjetisk fångenskap.

## Biografi
Georg-Henning von Bassewitz-Behr var son till ryttmästaren och godsägaren Adolf Carl Otto Alexander von Bassewitz-Behr (1849–1916) och Dorothea Helene Luise Wanda Ebba Krell (1873–1960). Från 1914 till 1918 studerade han vid Humanistischen Gymnasium i Doberan. Under första världskrigets sista år, 1918, tjänade von Bassewitz-Behr som fanjunkare vid 2. Kürassier-Regiment "Königin" i den kungliga preussiska armén; han fick dock inte någon stridserfarenhet. Efter kriget var han till professionen lantbrukare med flera gods.
Från januari till december 1930 var von Bassewitz-Behr medlem av frikåren Stahlhelm-Bund. Stahlhelm-Bund, som år 1930 omfattade cirka 500 000 medlemmar, stod i stark opposition till Weimarrepublikens politiska system. År 1931 inträdde han i NSDAP och SS. Samma år anslöt han sig även till den paramilitära organisationen Nationalsozialistisches Kraftfahrkorps, vilken hade till uppgift att utbilda sina medlemmar i olika fordonsfärdigheter. von Bassewitz-Behr var 1933–1934 chef för 15. Motorstandarte, ett motorregemente i norra Tyskland. Reichsführer-SS Heinrich Himmler utsåg honom 1939 till Inspekteur des Kraftfahrwesens der SS, det vill säga inspektör för SS:s motorfordonspark.

### Sovjetunionen
Inför Operation Barbarossa, Nazitysklands anfall mot Sovjetunionen, den 22 juni 1941 utsågs von Bassewitz-Behr till chef för logistikavdelningen vid huvudkontoret för Himmlers personliga stab och drog upp linjerna för bland annat Waffen-SS:s transportfordon. Från augusti till november 1941 var han rådgivare i jordbruksfrågor åt Hans-Adolf Prützmann, högre SS- och polischef i Reichskommissariat Ostland. Från november 1941 till augusti 1942 var von Bassewitz-Behr SS- och polischef för området Dnipropetrovsk i östra Ukraina. I denna egenskap deltog han i mord på tusentals civilpersoner och partisaner. Därtill planerade och koordinerade han massakrer på ukrainska judar.
I augusti 1942 utsågs von Bassewitz-Behr till SS- och polischef i Mahiljoŭ (SS- und Polizeiführer Mogilew), underordnad Erich von dem Bach, som organiserade bekämpandet av partisaner i Ryssland. von Bassewitz-Behr utmärkte sig särskilt i kampen mot partisaner och utnämndes till von dem Bachs ställföreträdare. von dem Bach ställde ett brev till Himmlers adjutant, Karl Wolff, och lovprisade von Bassewitz-Behr. Under sin tid i Mahiljoŭ planerade och genomförde von Bassewitz-Behr en rad massakrer på den ryska civilbefolkningen. Tiotusentals personer föll offer för von Bassewitz-Behrs mordorder. Himmler såg von Bassewitz-Behrs potential och administrativa förmåga och utnämnde honom i februari 1943 till Högre SS- och polischef i nordsjöområdet (Höhere SS- und Polizeiführer Nordsee) med säte i Hamburg.

### Hamburg
von Bassewitz-Behr hade i Hamburg långtgående maktbefogenheter. Han samordnade Allgemeine-SS, Waffen-SS, Ordnungspolizei och Sicherheitspolizei i norra Tyskland och var ansvarig för Luftschutzpolizei i området. Han hade även ansvar för tvångsarbetare, krigsfångar och koncentrationslägerfångar i regionen. Vid de allierades framryckning 1945 lät von Bassewitz-Behr evakuera flera koncentrationsläger och tvinga ut fångarna på så kallade dödsmarscher, under vilka tusentals omkom eller dödades. I april 1945 evakuerade SS koncentrationslägret Neuengamme. I samband med evakueringen beordrade von Bassewitz-Behr, att 58 manliga och 13 kvinnliga motståndskämpar skulle föras från koncentrationslägret Fuhlsbüttel till Neuengamme för att avrättas. Mellan den 21 och den 23 april hängdes dessa 71 personer i en fängelsebunker.

### Efter andra världskriget
I andra världskrigets slutskede greps von Bassewitz-Behr av brittiska trupper i Schleswig-Holstein men släpptes inom kort. Han antog falsk identitet och arbetade under några månader på en bondgård, innan han i september 1945 arresterades av amerikansk militärpolis. I augusti 1947 ställdes von Bassewitz-Behr inför rätta för brott mot mänskligheten under sin tid som Högre SS- och polischef i Hamburg. Den brittiska militärdomstolen frikände von Bassewitz-Behr i brist på bevis. SS:s komplexa maktstruktur och ordersystem omöjliggjorde för domstolen att fastslå von Bassewitz-Behrs ansvar och reella skuld. Frikännandet väckte förvåning och ilska och Hamburger Volkszeitung, knuten till KPD, skrev att fler frikännanden av massmördare är att vänta om inte allmänheten protesterar och säger ifrån.
von Bassewitz-Behr utlämnades emellertid till sovjetiska myndigheter och ställdes inför rätta för massmord på drygt 45 000 personer i området kring Dnipropetrovsk. Han dömdes till 25 års straffarbete och internerades i ett läger i Magadan i Kolyma-regionen i nordöstra Sovjetunionen. von Bassewitz-Behr dog i fångenskap i januari 1949.

## Befordringar inom SS[1]
- SS-Anwärter: 20 december 1931
- SS-Mann: 1932
- SS-Scharführer: 6 april 1932
- SS-Truppführer: 9 mars 1933 (Efter de långa knivarnas natt 1934 fick graden benämningen SS-Oberscharführer.)
- SS-Obertruppführer: 2 september 1933 (Efter de långa knivarnas natt 1934 fick graden benämningen SS-Hauptscharführer.)
- SS-Sturmführer: 9 november 1933 (Efter de långa knivarnas natt 1934 fick graden benämningen SS-Untersturmführer.)
- SS-Obersturmführer: 25 november 1933
- SS-Sturmhauptführer: 29 maj 1934 (Efter de långa knivarnas natt 1934 fick graden benämningen SS-Hauptsturmführer.)
- SS-Sturmbannführer: 17 juni 1934
- SS-Obersturmbannführer: 20 april 1935
- SS-Standartenführer: 20 april 1936
- SS-Oberführer: 11 september 1938
- SS-Brigadeführer und Generalmajor der Polizei: 1 januari 1942
- SS-Gruppenführer und Generalleutnant der Polizei: 20 april 1943
- Generalleutnant der Waffen-SS und der Polizei: 1 juli 1944

## Utmärkelser i urval[1]
- Järnkorset av första klassen (1943)
- Järnkorset av andra klassen (1943)
- Krigsförtjänstkorset av första klassen med svärd (1942
- Krigsförtjänstkorset av andra klassen med svärd (1941)
- NSDAP:s tjänsteutmärkelse i brons (1940)
- SS tjänsteutmärkelse
- Anschlussmedaljen (Medaille zur Erinnerung an den 13. März 1938)
- Sudetenlandmedaljen (Medaille zur Erinnerung an den 1. Oktober 1938)
- Tyska riksidrottsutmärkelsen i silver (1937)
- Reichsführer-SS:s Hederssvärd (1937)
- SS-Ehrenring (Totenkopfring) (1937)